# Figury Chladniego

Przykład figur E.F. Chladniego dla płytki kwadratowej z pracy Chladniego „Akustyka”

Figury Chladniego – regularne figury tworzone przez drobinki materiału stałego (np. piasek, sól lub opiłki korka), gromadzące się w węzłach fali stojącej na drgającej sprężystej płytce. Kształt i liczba obszarów węzłów i strzałek zależy od częstotliwości siły wymuszającej drgania i od częstości drgań własnych płytki. Podczas tych drgań drobinki materiału stałego znajdującego się na płycie zsypują się do pozycji linii węzłowych fali, tworząc figury Chladniego o różnych kształtach.